# Thrattidion noctivagus
Thrattidion noctivagus är en fiskart som beskrevs av Roberts 1972. Thrattidion noctivagus ingår i släktet Thrattidion och familjen sillfiskar. IUCN kategoriserar arten globalt som otillräckligt studerad. Inga underarter finns listade i Catalogue of Life.